# 羽鳥卓也
羽鳥 卓也（はとり たくや、1922年 - 2012年）は、日本の経済学者、岡山大学名誉教授。アダム・スミス、デヴィッド・リカードなどの古典派経済学を研究した。

## 来歴
岐阜県生まれ。1947年、慶應義塾大学経済学部卒業。専修大学経済学部助教授、福島大学経済学部助教授、1962年、「古典経済学の研究」で名古屋大学経済学博士。福島大教授、岡山大学法文学部教授。1985年経済学史学会代表幹事。1988年、定年退官、熊本学園大学教授。

## 著書
- 近世日本社会史研究 未来社 1954
- 市民革命思想の展開 古典経済学成立史序説 御茶の水書房 1957
- 古典派資本蓄積論の研究 未来社 1963
- 古典派経済学の基本問題 蓄積論におけるスミス・マルサス・リカードウ 未来社 1972
- リカードウ研究 価値と分配の理論 未来社 1982.2
- 『国富論』研究 未来社 1990.1
- リカードウの理論圏 世界書院 1995.3

## 共著
- 近世封建社会の構造 日本絶対主義形成の基礎過程 藤田五郎共著 お茶の水書房 1951
- 経済学史 吉田静一共編 世界書院 1979.6 (経済学叢書)

## 翻訳
- 経済学および課税の原理(リカードウ 吉沢芳樹共訳 世界大思想全集 河出書房 1964  のち岩波文庫
- 利潤論(リカードウ 世界思想教養全集 河出書房新社 1964

## 参考
- 羽鳥卓也教授略歴・主要著作目録「経済系」1988-4